# マレーセンザンコウ
マレーセンザンコウ (Manis javanica) は、鱗甲目に分類される哺乳類の一種。

## 分布
インドネシア（スマトラ島、ボルネオ島など）、カンボジア、シンガポール、タイ王国、ベトナム南部、ブルネイ、マレーシア、ミャンマー中部以南、ラオス。
鱗甲目の中でもアジアに最も広く分布し、特に東南アジアではその各地に生息する。

## 分類
以前はフィリピンにも分布するとされていたが、フィリピン個体群はパラワンセンザンコウManis culionensisとして分割する説が有力とされる。

## 生態
一次林や二次林に生息する。夜行性。爪や尾を使い、採食などのために樹上に登ることもある。前肢の頑丈な爪によってアリ塚を崩し、アリ類やシロアリ類を食べる。
妊娠期間は約130日。

## 人間との関係
中華人民共和国やベトナムでは食用とされたり、鱗が皮膚病・乳の出が良くなる・癌などに効能がある漢方薬になると信じられている。
食用や薬用の乱獲により、生息数が激減している。森林伐採・アブラヤシやゴムノキなどの農地開発やプランテーション転換・採掘・水力発電用のダムや道路建設による生息地の破壊によっても、生息数が減少している。道路建設は交通網が発達することで、密猟や密輸がしやすくなるという問題もある。1975年のワシントン条約発効時には（1995年からはセンザンコウ属単位で）ワシントン条約附属書II、2017年にワシントン条約附属書Iに掲載されている。